# Roper (Carolina do Norte)
Roper é uma cidade  localizada no estado norte-americano de Carolina do Norte, no Condado de Washington.

## Demografia
Segundo o censo norte-americano de 2000, a sua população era de 613 habitantes.
Em 2006, foi estimada uma população de 584, um decréscimo de 29 (-4.7%).

## Geografia
De acordo com o United States Census Bureau tem uma área de
2,2 km², dos quais 2,2 km² cobertos por terra e 0,0 km² cobertos por água.

## Localidades na vizinhança
O diagrama seguinte representa as localidades num raio de 36 km ao redor de Roper.